# 도이촌 (에히메현 히가시우와군)
도이촌(土居村)은 에히메현 히가시우와군에 설치된 촌이다. 